# Лиманновский сельсовет
Лима́нновский сельсове́т — упразднённое сельское поселение в Серышевском районе Амурской области.
Административный центр — село Лиманное.

## История
24 января 2005 года в соответствии с Законом Амурской области № 425-ОЗ муниципальное образование наделено статусом сельского поселения.
Законом Амурской области от 7 мая 2015 года № 541-ОЗ,
Лермонтовский и Лиманновский сельсоветы объединены в Лермонтовский сельсовет.

## Население
| 2002 | 2010 | 2011 | 2012 | 2013 | 2014 | 2015 |
| ---- | ---- | ---- | ---- | ---- | ---- | ---- |
| 520  | ↘328 | →328 | ↘301 | ↘289 | ↘282 | ↘276 |

## Состав сельского поселения
| № | Населённый пункт | Тип населённого пункта       | Население |
| - | ---------------- | ---------------------------- | --------- |
| 1 | Лиманное         | село, административный центр | ↘241      |
| 2 | Пушкино          | село                         | →0        |